# Liste der Bodendenkmäler in Mainaschaff
Auf dieser Seite sind die Bodendenkmäler in der unterfränkischen Gemeinde Mainaschaff zusammengestellt. Diese Tabelle ist eine Teilliste der Liste der Bodendenkmäler in Bayern. Grundlage ist die Bayerische Denkmalliste, die auf Basis des Bayerischen Denkmalschutzgesetzes vom 1. Oktober 1973 erstmals erstellt wurde und seither durch das Bayerische Landesamt für Denkmalpflege geführt wird. Die folgenden Angaben ersetzen nicht die rechtsverbindliche Auskunft der Denkmalschutzbehörde.

## Bodendenkmäler der Gemeinde

### Bodendenkmäler in der Gemarkung Damm
| Lage            | Objekt                                                           | Akten-Nr.     | Bild |
| --------------- | ---------------------------------------------------------------- | ------------- | ---- |
| Damm (Standort) | Bestattungsplatz mit Grabhügeln vorgeschichtlicher Zeitstellung. | D-6-5920-0002 |      |

### Bodendenkmäler in der Gemarkung Mainaschaff
| Lage                                  | Objekt | Akten-Nr.     | Bild                   |
| ------------------------------------- | --- | ------------- | ---------------------- |
| Mainaschaff (Standort)                | Bestattungsplatz mit Grabhügeln vorgeschichtlicher Zeitstellung.                                                                                         | D-6-5920-0158 |                        |
| Mainaschaff Schulstraße 11 (Standort) | Archäologische Befunde im Bereich der frühneuzeitlichen Katholischen Pfarrkirche St. Margareta von Mainaschaff mit Körpergräbern im ummauerten Kirchhof. | D-6-6020-0209 | Archäologische Befunde |
| Mainaschaff (Standort)                | Grabhügel vorgeschichtlicher Zeitstellung. | D-6-6020-0234 |                        |